# 878
878 (DCCCXI) var ett normalår som började en onsdag i den julianska kalendern.

## Händelser

### Okänt datum
- Den anglosaxiske kungen Alfred den store besegrar vikingarna under kung Guthrum i slaget vid Aethandun.
- Efter Aeds död efterträds han som kung av Skottland av sin kusin Giric och sin brorson Eochaid, som blir samregenter.

## Födda
- Odo de Cluny, fransk benediktinermunk, musikteoretiker, kompositör och körledare i klostret i Cluny.

## Avlidna
- Aed, kung av Skottland sedan 877